# 神话学

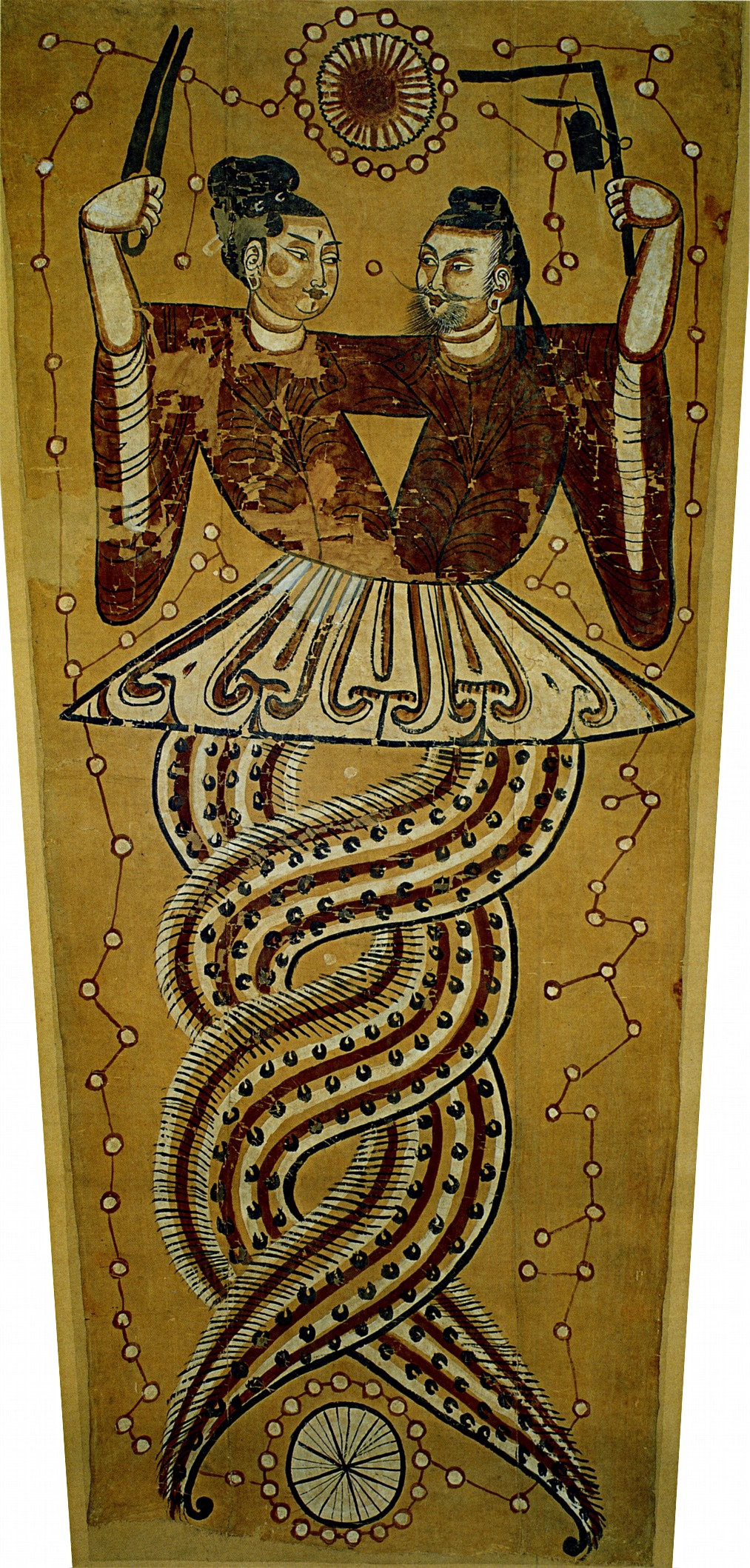
中國神話中的伏羲和女媧，是半人半蛇的生物，手里分别拿着角尺和圆规也被共济会当做象征标志

神话学（英語：Mythology）可以指一般的神话研究，也可以指关于某一特定主题文化的故事和思想的一系列神话集合。为一门研究不同地区神话传说的学科。它涉及诸如人类起源、世界和超自然现象等重要民俗，神话和传说问题，并解释自然事件以解释宇宙和人类。神话还指一个知识分支，涉及神话的收集、研究和解释。神话可以随着时间的推移而改变，并随着环境的变化而变化。
对神话的研究始于古代历史。欧赫迈罗斯、柏拉图和萨路修斯等有關希腊神话的研究是由新柏拉图主义者发展起来的，后来又由文艺复兴时期的神话学家复兴。今天，神话的研究继续在各种各样的学术领域，包括民俗学、语言学、心理学和人类学。此外，对神话形体的学术比较被称为比较神话学。
神话是許多故事的結合，也是許多文化中會有的特徵。有關神话的起源，有許多不同的說法，從自然的託寓、自然事物的擬人化、到歷史事件的誇飾，或者是解釋一些禮儀或仪式。神話有長久的歷史，但不只是歷史的產物而已，像當代的神话创作（例如都會傳奇）以及奇幻作品或是日本漫畫所創造的架空世界。一個文化中的神話可以傳遞歸屬感、共同經驗及宗教經驗、行為典範以及道德及實務教育。
神话可以追溯到古典時期，像古希臘及古中國的思想家有許多用傳統故事來呈現的寓言。欧赫迈罗斯對希臘神話的分類、柏拉圖的費德魯斯篇及路斯提烏斯由新柏拉圖主義所提出，在文藝復興時在神話家的手上再度發揚光大。十九世紀的比较神话学將神話視為原始且失敗的科學對應物（爱德华·伯内特·泰勒）或是對宗教禮儀的錯誤解讀（馬克斯·繆勒）。

## 起源

### 神话历史论
有一种理论认为，神话是被扭曲了的真实历史事件。根据这一理论，讲故事的人一再的阐述历史记载，最後这些故事變成像神話一様。例如，风之神埃俄羅斯的神话源于国王教他的臣民使用帆和解释风的現象的历史。公元前5世纪的希罗多德及普羅迪科斯支持這類的理點。神话历史论的英文為euhemerism，因為神话学者欧赫迈罗斯（c.320 BC）认为希腊众神是從人类传说发展而來。

### 託寓
也有理论認為神话一開始是以託寓的形式出現。根据這種理论，神话一開始是自然现象的託寓：阿波罗代表太阳，海神代表水......。也有理论認為，神话一开始是哲学或精神理念的託寓：雅典娜代表明智的判断，阿芙罗狄蒂代表欲望，等等。19世纪的馬克斯·繆勒缪勒支持神话的託寓理论。

### 人格化
有些思想家认为，神话源于无生命的物体和力量的人格化。根据这些思想家的觀點，古人將所崇拜的自然现象，如火和空气，漸漸的用神來描述。例如，根据神話思維觀點，古人往往把事物人格化；因此，他们會將自然事件描述為神灵，這也就是神話的起源。

### 神话仪式理论
根据神话仪式理论，神话的存在是依赖于礼仪。这种理论最为极端論點认为，神话是為了解释仪式而出現。这种说法最早是由圣经学者威廉·罗伯逊·史密斯提出。根据史密斯的論點，人们一開始進行仪式的原因和神話無關，但後來他们已经忘记了原始舉行仪式的原因，因此发明一个神话，并声称该仪式是為了纪念神话中描述的事件。人类学家詹姆斯·弗雷澤有过类似的理论。弗雷泽认为，原始人一开始相信魔法，後來當開始不相信魔法時，就發明了有關神的神話，并声称之前所進行魔法儀式是為了取悅神而進行的宗教仪式。

## 比較神話學
比較神話學是有系統的比較不同文化中的神話，設法要找到不同文化中神話的共通主題。有些情形下，比較神話學家會有不同神話中的相似之處來推論這些神話有共通的來源。這個來源可能會引發神話，或是提供一個共同的「原始神話」，再演變為各文化中的神話。
十九世紀有關神話的研究多半是比較性的，目的在找所有神話中的共同起源。後來的學者傾向避免對神話的通用性陳述。當代趨勢中的一個例外是Campbell的《千面英雄》，其中提到所有的英雄神話都有一樣的模式。不過這類英雄旅程的理論後來失寵了。

## 現代神話學

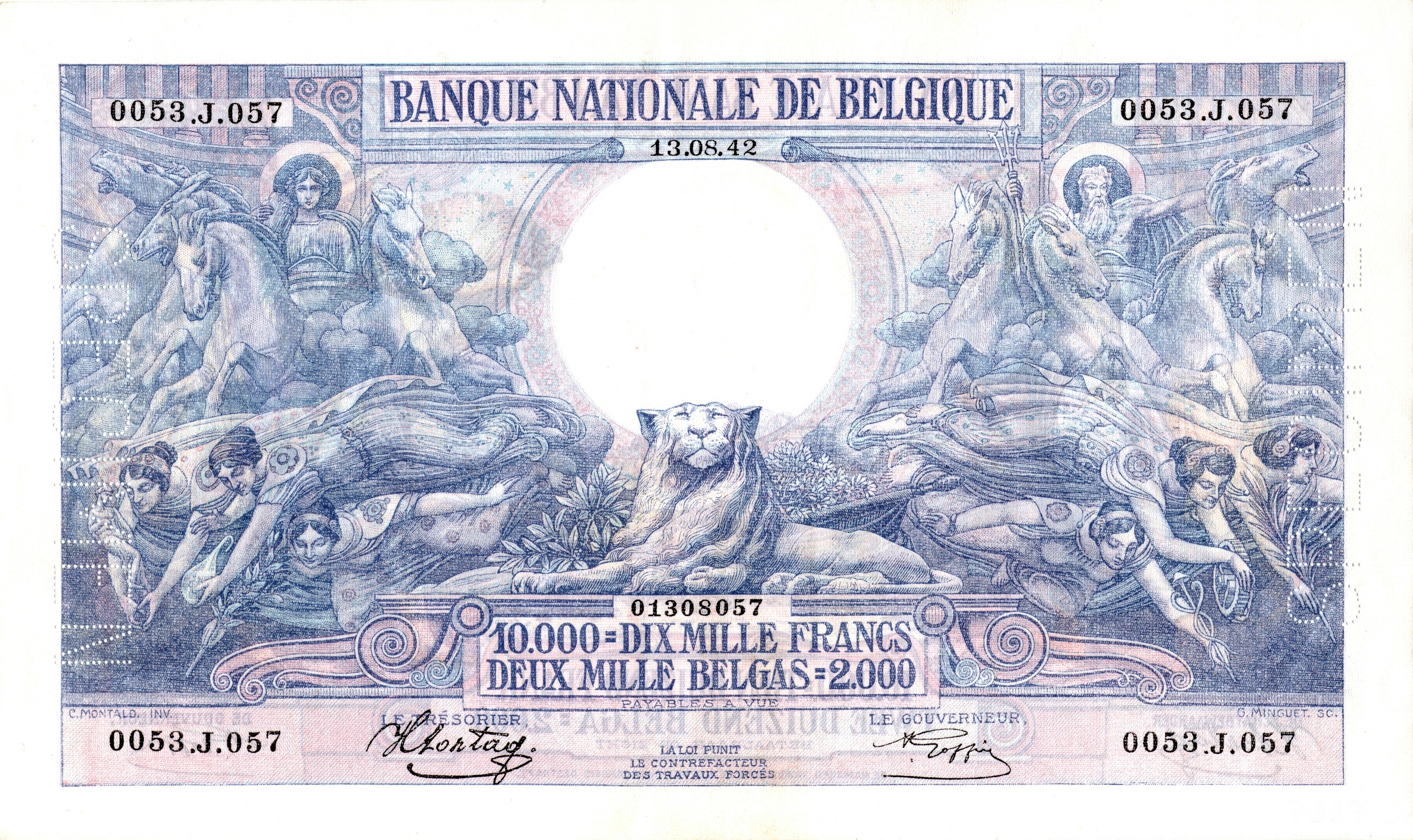
1929年的比利时紙幣，上面有有羅馬神話中的羅馬神話、尼普顿和商神杖

現代的社會學中會將神話視為是許多故事的集合。在文化研究領域的學者研究神話如何融入現代的話語中。透過數位媒體，神話類的內容可以比以往觸及更多的受眾。在电视、电影和电子游戏中都有許多神話的元素。
傳統上，神話是透過小規模的口語傳統來傳播，現今的電影產業讓製片商透過電影可以將神話傳給大量的受眾。在卡尔·荣格的心理學中，神話表示一個文化或是社會的目標、恐懼、企圖或是夢想。電影也是所在社會的一種表達方式，反映了所在地區的文化。
現代視覺敘事的基礎是以神話傳統為基礎。許多當代的電影是以古代的神話來建立其敘事。文化研究學者中認為华特迪士尼公司所作的就是「重新發明」傳統的兒童神話。許多的電影可能不像迪士尼童話電影這麼明顯，但仍可能以粗略的神話架構為基礎。神話原型，例如技術濫用的警示性故事，神和受造物之間的戰爭等，都常常是電影的主題。這類電影常偽裝成赛博朋克、動作片、奇幻作品、戲劇或是聖經啟示文學故事。
21世紀的電影《超世紀封神榜》、《惊天战神》和《雷神》繼續了從傳統神話話中挖掘出現代電影角色的趨勢。有些作者就是用神話為其作品的基礎，例如雷克·萊爾頓的《波西傑克森》小說就是在現代的世界中，但可以看到奧林匹斯十二主神的出現。
現代都市傳說的出現表示製造神話仍然在進行中。製造神話不是固定在遙遠時空故事的集合，是每一個社會中都在進行的社會實務。

## 書藉
- Bulfinch, Thomas. Bulfinch's Mythology. Whitefish: Kessinger, 2004.
- Frankfort, Henri, et al. The Intellectual Adventure of Ancient Man: An Essay on Speculative Thought in the Ancient Near East. Chicago:University of Chicago Press, 1977.
- Frazer, James. The Golden Bough. New York: Macmillan, 1922.
- Graf, Fritz. Greek Mythology. Trans. Thomas Marier. Baltimore: Johns Hopkins University Press, 1993.
- Honko, Lauri. "The Problem of Defining Myth". Sacred Narrative: Readings in the Theory of Myth. Ed. Alan Dundes. Berkeley: University of California Press, 1984. 41–52.
- Meletinsky, Elea. The Poetics of Myth. Trans. Guy Lanoue and Alexandre Sadetsky. New York: Routledge, 2000.
- Segal, Robert. Myth: A Very Short Introduction. Oxford: Oxford UP, 2004.
- Corner, John. . Clarendon Press. 1999. ISBN 978-0-19-874221-0.
- Littleton, C. Scott. . University of California Press. 1 January 1973: 1–. ISBN 978-0-520-02404-5.
- Leonard, Scott. . Youngstown State University. August 2007  [17 November 2009]. （原始内容存档于2012-12-27）.
- Northup, Lesley. . Religious Studies Review. 2006-01-01, 32 (1): 5–10  [2021-08-08]. ISSN 1748-0922. doi:10.1111/j.1748-0922.2006.00018.x. （原始内容存档于2017-09-05） （英语）.

## 外部連結
- Leonard, Scott. "The History of Mythology: Part I" （页面存档备份，存于）. Youngstown State University.
- Greek mythology （页面存档备份，存于）
- Sacred texts （页面存档备份，存于）
- Myths and Myth-Makers （页面存档备份，存于） Old Tales and Superstitions Interpreted by comparative mythology by John Fiske.
- LIMC （页面存档备份，存于） Lexicon Iconographicum Mythologiae Classicae, a database of ancient objects linked with mythology
- Joseph Campbell on Bill Moyers's The Power of Myth （页面存档备份，存于）
- Dreams, Visions, and Myths: Making Sense of Our World （页面存档备份，存于）